# Macaulay Culkin
Macaulay Culkin (New York, 26. kolovoza 1980.) američki je glumac.
Bio je najveća dječja zvijezda nakon Shirley Temple. Od najmlađih dana obučavan je za život pod svjetlima reflektora. Na kazališne se daske popeo već s četiri godine. Pohađao je i znamenitu baletnu školu Goergea Blanchiena. U filmskom se svijetu probio s nekoliko sporednih uloga od kojih je najbolja bila ona znatiželjna nećaka Johna Candyja u "Ujaku Bucku" 1989. Godinu dana kasnije zaigrao je u zanimljivoj komediji Sam u kući, koja je doživjela golem komercijalni uspjeh, pa su snimljena još pet nastavka. Postao je najbolje plaćeni dječji glumac svih vremena. U to je vrijeme njegovom karijerom upravljao otac Kit. Uskoro se Hollywoodom proširila priča da se miješa u sve što je vezano za uloge njegova sina. Pričalo se da je na setovima neumorno sjedio i redateljima govorio što i kako trebaju raditi.